# M/B Porozina
M/B Porozina je bio brod za lokalne linije, u sastavu flote hrvatskog brodara Jadrolinije. Brod je izgrađen 1963. godine u Malome Lošinju za Jadroliniju pod imenom Porozina. Plovio je na prugama splitskog okružja. 1988. je brod po zadnji put isplovio na svojoj pruzi Split - Sutivan - Bobovišća - Milna - Bol - Jelsa-Vrnoska. Nakon toga Porozina je prodana za rezanje Brodospasu i izrezana iste godine u rezalištu u Svetome Kaji.